# Davide Possanzini
Davide Possanzini (* 9. Februar 1976 in Loreto) ist ein ehemaliger italienischer Fußballspieler.
Der Stürmer begann seine Karriere 1995 bei Calcio Lecco in der Serie C2. Von 1996 bis 1998 war er bei Varese und wechselte dann zu Reggina Calcio, mit denen er 1999 in die Serie A aufstieg. 2001 ging er zu Sampdoria Genua, 2002 zu Catania Calcio und 2003 zu UC AlbinoLeffe. 2005 war er bei der US Palermo, für die er aber nur zwei Spiele absolvierte, und noch im selben Jahr wechselte er zu Brescia Calcio in die Serie B. Im Dezember 2007 verweigerte er zuerst eine Dopingkontrolle und erschien dann mit Verspätung. Er wurde dafür für 15 Tage gesperrt. Eine einjährige Sperre vom CONI wurde aber vom Internationalen Sportgerichtshof aufgehoben. 2010 schaffte er mit Brescia den Aufstieg in die Serie A. 2011 ging er zum FC Lugano in die Schweiz. Schon im Januar 2012 kam er wieder zurück nach Italien und spielte bei US Cremonese. Im Sommer beendete er aus gesundheitlichen Gründen seine Profi-Laufbahn.